# All Out (2024)
All Out 2024 fue un evento de pago por visión (PPV) de lucha libre profesional producido por All Elite Wrestling (AEW). Fue el sexto evento anual All Out y se llevó a cabo el 7 de septiembre de 2024 en el Now Arena en el suburbio de Chicago de Hoffman Estates, Illinois. Esta fue la cuarta edición del evento en el recinto, después de 2019, 2021 y 2022. Además, el evento volvió a tener lugar un sábado por primera vez desde 2020. All Out se llevó a cabo anteriormente durante el fin de semana de Labor Day, y aunque el evento de 2024 originalmente se había programado para el feriado del domingo 1 de septiembre, AEW decidió retrasar el evento una semana debido a las preocupaciones de los fanáticos de que se llevara a cabo solo una semana después de All In, lo cual había ocurrido el año anterior.

## Producción

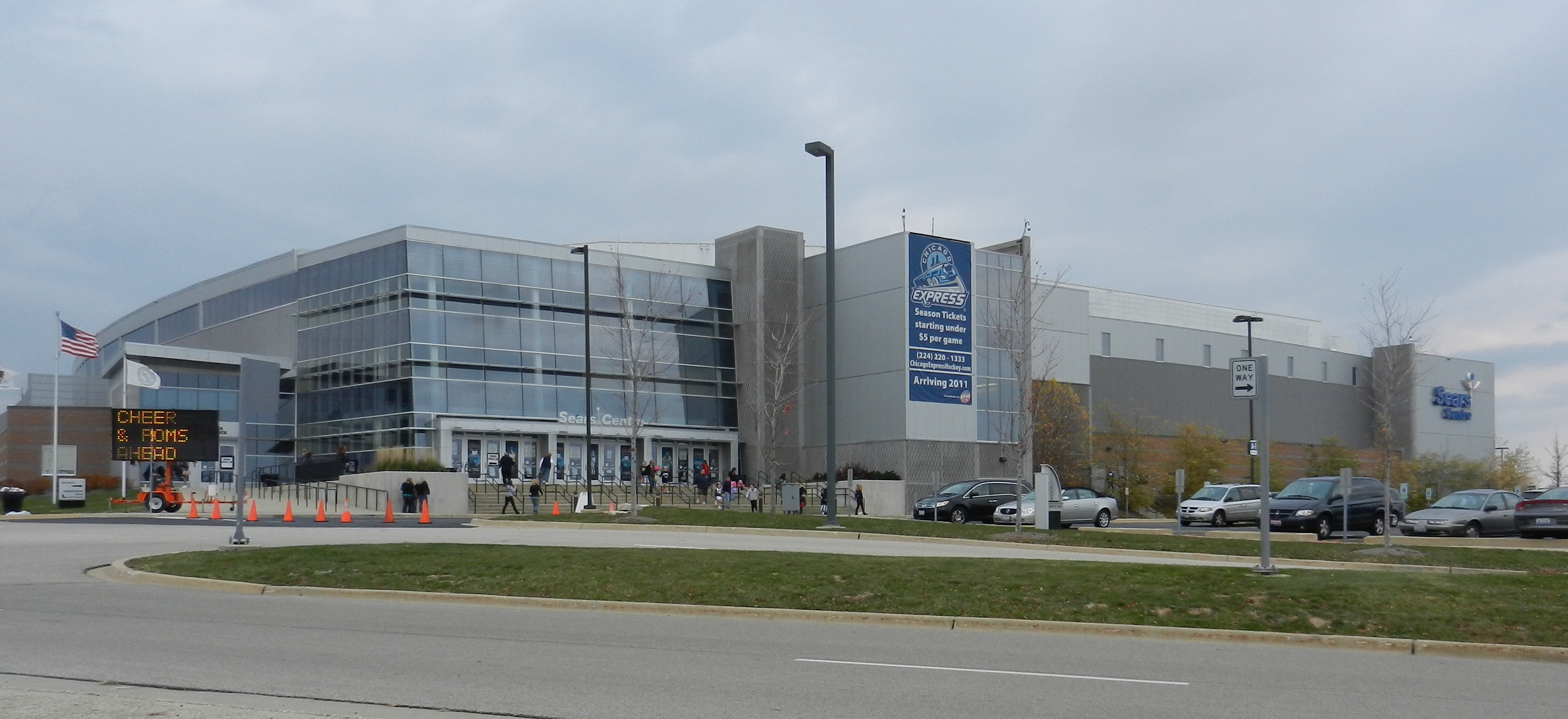
El evento marcó el cuarto All Out en llevarse a cabo en el Now Arena en Hoffman Estates, Illinois, después de 2019, 2021 y 2022.

All Out es un evento anual de pago por visión (PPV) de lucha libre profesional organizado por All Elite Wrestling (AEW) desde 2019. Originalmente se llevó a cabo durante el fin de semana de Labor Day y es uno de los Big Four («Cuatro Grandes») de AEW, que también incluye Double or Nothing, Full Gear y Revolution, sus cuatro eventos nacionales más grandes producidos trimestralmente.
El 11 de abril de 2024, AEW anunció que el sexto evento All Out se llevaría a cabo el domingo 1 de septiembre de 2024 en el Now Arena en el suburbio de Chicago de Hoffman Estates, Illinois. Sin embargo, el 21 de mayo de 2024, AEW anunció que All Out se llevaría a cabo una semana después, el sábado 7 de septiembre de 2024, siendo el primer All Out que no se llevaría a cabo durante el fin de semana de Labor Day. Este cambio se produjo en respuesta a las preocupaciones de los fanáticos de que el evento se llevaría a cabo solo una semana después de All In, lo cual había ocurrido el año anterior. Esto posteriormente devuelve el evento al día sábado por primera vez desde 2020, así como al Now Arena, siendo el cuarto en general en el lugar, después de 2019, 2021 y 2022. Debido a que el evento se llevará a cabo el sábado, Collision y Rampage se llevarán a cabo en vivo uno tras otro el viernes 6 de septiembre en el área de Chicago.

## Antecedentes
En el episodio del 10 de julio de Dynamite, PAC derrotó a Claudio Castagnoli, Kyle Fletcher y Tomohiro Ishii en un Four-Way match para ganar un Campeonato Internacional de AEW en All Out. La semana siguiente, el entonces campeón Will Ospreay perdió el título ante MJF, quien rebautizó extraoficialmente el título como Campeonato Americano. Ospreay luego recuperó el título en All In, restaurándolo como Campeonato Internacional y posteriormente confirmando que Ospreay sería el campeón defensor ante PAC en All Out.
A finales de 2023, Willow Nightingale formó un equipo con Kris Statlander y fueron manejadas por Stokely Hathaway. El 26 de mayo en Double or Nothing, Statlander atacó a Nightingale después de que esta última perdiera su combate, terminando así su equipo, con Hathaway poniéndose del lado de Statlander. Continuarían enemistadas durante todo el verano y durante el pre-show Zero Hour de All In el 25 de agosto, el equipo de Nightingale y Tomohiro Ishii derrotó al equipo de Statlander y Hathaway en una lucha en equipos mixtos, lo que permitió a Nightingale elegir la estipulación de una lucha entre Nightingale y Statlander en All Out. Posteriormente eligió una Chicago Street Fight.
La disputa entre «Hangman» Adam Page y Swerve Strickland se remonta a WrestleDream en octubre de 2023. Ambos se habían enfrentado en el evento, que ganó Strickland. Se volvió personal después de que Strickland irrumpiera en la casa de Page, incluso entrando en la habitación de su hijo mientras dormía. En noviembre se produjo una revancha en Full Gear, un Texas Death match, que Strickland también ganó. Ambos estuvieron entonces en una lucha a tres bandas por el Campeonato Mundial de AEW en Revolution en marzo de 2024, donde Samoa Joe retuvo el título al forzar a rendirse a Page. Posteriormente Page desapareció de la televisión mientras Strickland ganaba el campeonato en Dynasty en abril. Luego, Page regresó en julio y participó en el Owen Hart Coup masculino; el ganador también obtendría un combate por el Campeonato Mundial de AEW en All In, lo que significaba una posible revancha con Strickland, sin embargo, Page perdería en la final del torneo. Strickland perdió el título en All In, y en el siguiente Dynamite, Strickland confrontó a Page y los dos acordaron una Steel Cage match en All Out. En el episodio del 4 de septiembre de Dynamite, se programó la firma de contrato para el combate entre Page y Strickland. Mientras Strickland llegó para firmar el contrato, Page no apareció, revelando que estaba en la casa de la infancia de Strickland, que Strickland había comprado recientemente. Page procedió a quemar la casa mientras Strickland observaba horrorizado.
Después de que MJF regresó de su lesión en mayo, se hizo amigo de Daniel Garcia. Sin embargo, después de que Garcia perdiera un combate por el Campeonato Internacional de AEW ante Will Ospreay en Dynamite: Beach Break, donde MJF intentó ayudar a Garcia ganar, MJF posteriormente lo traicionó, atacándolo brutalmente, después de lo cual Garcia dejó de aparecer en televisión durante las siguientes semanas. Luego, MJF derrotó a Ospreay en el episodio del 17 de julio para ganar el título, que rebautizó extraoficialmente como Campeonato Americano. Durante la defensa del título de MJF contra Ospreay en All In, un hombre enmascarado atacó a MJF, revelándose como Garcia y posteriormente permitiendo que Ospreay derrotara a MJF y ganara el título. En el siguiente Dynamite, Garcia confrontó a MJF y acordaron una lucha en All Out.
En All In, Bryan Danielson derrotó a Swerve Strickland en un Title vs. Career match para ganar el Campeonato Mundial de AEW. En el siguiente episodio de Dynamite, Danielson abordó su futuro en el ring, afirmando que seguiría como luchador a tiempo completo hasta que perdiera el campeonato. Dijo también que se enfrentaría a cualquier rival. Jack Perry entonces lo interrumpió, destacando que cubrió a Danielson en el Anarchy in the Arena match en Double or Nothing en mayo, y posteriormente desafió a Danielson por el título en All Out, que se hizo oficial.
En el episodio del 31 de agosto de Collision, Hikaru Shida derrotó a Queen Aminata, Thunder Rosa y Serena Deeb en una lucha de cuatro esquinas para ganar una lucha por el Campeonato TBS de AEW contra Mercedes Moné en All Out.

## Resultados
- Zero Hour: The Acclaimed (Anthony Bowens & Max Caster) (con Billy «Daddy Ass») derrotaron a The Iron Savages (Bronson & Boulder) (con Jacked Jameson) (8:10).[18][19]
  - Caster cubrió a Bronson después de un «Mic Drop».
  - Durante la lucha, Jameson interfirió a favor de The Iron Savages, mientras que Billy lo hizo a favor de The Acclaimed.
- Zero Hour: Dustin Rhodes, Sammy Guevara & Hologram derrotaron a The Premier Athletes (Tony Nese, Ari Daivari & Josh Woods) (con «Smart» Mark Sterling) (9:50).[18][19]
  - Rhodes cubrió a Woods después de un «Final Reckoning».
  - Durante la lucha, Sterling interfirió a favor de The Premier Athletes.
- Zero Hour: The Bang Bang Gang (Juice Robinson, Austin Gunn & Colten Gunn) derrotó a The Dark Order (Evil Uno, Alex Reynolds & John Silver) (7:35).[18][19]
  - Robinson cubrió a Uno después de un «The Juice Is Loose».
- Zero Hour: The Undisputed Kingdom (Roderick Strong, Matt Taven & Mike Bennett) derrotó a The Beast Mortos & Shane Taylor Promotions (Shane Taylor & Lee Moriarty) y Action Andretti & Top Flight (Dante Martin & Darius Martin) (con Leila Grey).[18][19]
  - Strong cubrió a Andretti después de un «Knee Strike».
- MJF derrotó a Daniel Garcia (23:40).[20][21]
  - MJF cubrió a Garcia después de un «Low Blow».
  - Después de la lucha, Garcia atacó a MJF.
- The Young Bucks (Matthew Jackson & Nicholas Jackson) derrotaron a Blackpool Combat Club (Claudio Castagnoli & Wheeler Yuta) y retuvieron el Campeonato Mundial en Parejas de AEW (15:45).[20][22]
  - Matthew cubrió a Yuta con un «Roll-Up».
- Will Ospreay derrotó a PAC y retuvo el Campeonato Internacional de AEW (20:20).[20][23]
  - Ospreay cubrió a PAC después de un «Hidden Blade».
  - Esta lucha fue calificada con 5.5 estrellas por el periodista Dave Meltzer.[24]
- Kris Statlander (con Stokely Hathaway) derrotó a Willow Nightingale en un Chicago Street Fight (15:00).[20][25]
  - Statlander forzó a Nightingale a rendirse después de ahorcarla con una cadena.
  - El Campeonato Mundial Femenil del CMLL de Nightingale no estuvo en juego.
- Kazuchika Okada derrotó a Mark Briscoe, Orange Cassidy y Konosuke Takeshita (con Don Callis) y retuvo el Campeonato Continental de AEW (15:00).[20][26]
  - Okada cubrió a Cassidy después de un «Rainmaker».
- Mercedes Moné derrotó a Hikaru Shida y retuvo el Campeonato TBS de AEW (16:30).[20][27]
  - Moné cubrió a Shida después de un «Moné Maker».
  - Kamille tenía prohibido estar en el ringside.
- Bryan Danielson derrotó a Jack Perry y retuvo el Campeonato Mundial de AEW (27:35).[20][28]
  - Danielson cubrió a Perry después de un «Busaiku Knee».
  - Durante la lucha, The Young Bucks (Matthew Jackson & Nicholas Jackson) interfirieron a favor de Perry, mientras que Blackpool Combat Club (Claudio Castagnoli & Wheeler Yuta) lo hizo a favor Danielson.
  - Después de la lucha, The Patriarchy (Christian Cage, Killswitch & Nick Wayne) atacó a Danielson, pero fueron detenidos por Jon Moxley, PAC, Castagnoli y Yuta.
  - Después de la lucha, Castagnoli y Moxley atacaron a Danielson.
  - El Campeonato TNT de AEW de Perry no estuvo en juego.
- «Hangman» Adam Page derrotó a Swerve Strickland (con Prince Nana) en un Lights Out Steel Cage Match (31:30).[20][29][30]
  - Page ganó la lucha después de dejar inconsciente a Strickland con un silletazo en la cabeza.
  - Antes de la lucha, Strickland atacó a Page.
  - Después de la lucha, Strickland fue asistido por el personal médico.